# Válka dvou králů
Válka dvou králů (irsky: Cogadh an Dá Rí), v Anglii často nazývaná vilémská válka (anglicky: Williamite War) byl ozbrojený konflikt, který probíhal v letech 1688–1691 mezi jakobitskými zastánci sesazeného panovníka Jakuba II. a obhájci jeho nástupce Viléma III.
Bezprostřední příčinou války byla slavná revoluce z roku 1688, ve které byl svržen katolík Jakub z trůnu Anglie, Irska a Skotska a byl nahrazen jeho protestantskou dcerou Marií a synovcem a zetěm Vilémem. Jakubovi příznivci si zpočátku udrželi kontrolu nad Irskem, které chtěl Jakub využít jako základnu pro vojenskou kampaň za znovuzískání všech tří království. Konflikt v Irsku ovšem brzy absorboval i další konflikty: spor o vlastnictví půdy, náboženské napětí a boj o občanské práva. Většina irských katolíků podporovala Jakuba v naději, že vyřeší všechny tyto jejich problémy. Většina irských protestantů (Church of Ireland) naopak podporovala Viléma.
Zatímco irský název války zdůrazňuje její domácí aspekt, řada moderních komentátorů ji považuje za součást širšího evropského konfliktu známého jako devítiletá válka, ve které Vilém de facto reprezentoval nizozemskou koalici v boji proti Francii pod vládou Ludvíka XIV. Vilémovo sesazení Jakuba bylo skutečně, alespoň částečně, řízeno jeho potřebou mobilizovat anglickou vojenskou a obchodní moc v nizozemském zájmu, zatímco Ludvík poskytoval omezenou materiální podporu jakobitům ve snaze udržet anglické vojenské zdroje na ostrovech, a zabránit jim tak zapojit se do válečného střetu na kontinentu.
Válka začala sérií potyček mezi Jakubovou irskou armádou a milicemi vybudovanými irskými protestanty. Vyvrcholila obléháním Derry, které se ale jakobitům nepodařilo získat. Vilém se vzápětí v Irsku vylodil se svými anglickými, skotskými, holandskými a dánskými jednotkami, aby jakobitský odpor potlačil. Jakub opustil Irsko po prohře v bitvě u Boyne v roce 1690. Zbývající jakobitské síly byly rozhodným způsobem poraženy v bitvě u Aughrim v roce 1691. Následně podepsaly mírovou smlouvu v Limericku, která poraženým katolíkům zajišťovala mnoho záruk a jistou ochranu (ztratili je až později, hlavně během války o španělské dědictví). Následná jakobitská povstání pak byla omezena jen na Skotsko a Anglii.
George Story uváděl, že válka si vyžádala celkem 100 000 životů, započítají-li se i oběti epidemií a hladomorů. Měla trvalý vliv na politickou a kulturní krajinu Irska a potvrdila anglickou a protestantskou nadvládu nad zemí na více než dvě století.